# 伊莎貝爾·韋德曼
伊莎貝爾·韋德曼（英語：Isabelle Weidemann，1995年7月18日—），加拿大速度滑冰運動員，她代表加拿大隊參加了中國舉行的2022年冬季奧林匹克運動會，並且在速度滑冰女子3000米比賽上獲得銅牌，女子5000米比赛上获得银牌，女子团体追逐比赛上获得金牌。